# Yronde-et-Buron
 Yronde-et-Buron  es una población y comuna francesa, situada en la región de Auvernia, departamento de Puy-de-Dôme, en el distrito de Clermont-Ferrand y cantón de Vic-le-Comte.

## Demografía
| 413 | 402 | 437 | 487 | 543 | 586 | 585 |
| Para los censos de 1962 a 1999 la población legal corresponde a la población sin duplicidades (Fuente: INSEE [Consultar]) |     |     |     |     |     |     |